# Verzeichnis Lieferbarer Bücher
Das Verzeichnis Lieferbarer Bücher (VLB) ist ein Katalog des deutschen Buchhandels, der über 2,5 Millionen deutschsprachige und teilweise auch fremdsprachige Titel mit bibliographischen Angaben aus mehr als 22.000 Verlagen umfasst (Stand: September 2021).
Die folgenden Produkte können neben Büchern und E-Books an das VLB gemeldet werden:
- Kalender
- Hörbücher
- Karten
- Fachzeitschriften
- DVDs, Videos
- Software
- Musikalien-Titel (mit ISMN)
- Spiele (mit GTIN)
- andere Buchhandelsartikel (mit GTIN)

Das VLB verzeichnet lieferbare Titel, die in Verlagen oder im Selbstverlag erschienen sind, bereits mit deren Ankündigung. Aus dem Verlagsprogramm genommene und damit nicht mehr lieferbare (sogenannte „vergriffene“) Titel werden wieder aus dem Verzeichnis entfernt.
Voraussetzung für die gebührenpflichtige Aufnahme eines Titels in das VLB ist eine ISBN, mit der auch gleichzeitig die Bezugsadresse des Buches erfasst wird. Bücher können online im VLB angemeldet werden. Im VLB angemeldete Buchtitel erfasst in der Regel gleichzeitig die Deutsche Nationalbibliografie der Deutschen Nationalbibliothek, die seit Ende 2005 in ihrem Katalog verlinkt, ob ein Buch noch lieferbar ist.
Das Verzeichnis Lieferbarer Bücher erscheint seit 1971. Bis 2003/2004 erschien es noch jährlich vor der Frankfurter Buchmesse als Druckwerk im Lexikonformat mit zuletzt 12 Bänden zu je ca. 1700 Dünndruckseiten, sowie einem kleineren Ergänzungsband im darauf folgenden Frühjahr. Seit 2004 erscheint es nur noch in digitaler Form auf CD und seit 2002 auch online. Herausgeberin ist die MVB Marketing- und Verlagsservice des Buchhandels GmbH, ein Unternehmen des Branchenverbands Börsenverein des Deutschen Buchhandels.
Seit Mai 2006 stellt MVB allen Verlagen, die an das VLB melden, einen erweiterten Online-Zugang zur Verfügung. Dieser soll es Verlagen ermöglichen, die Daten aus der Sicht der Buchhändler zu betrachten. Sie können damit auch multimediale Zusatzinformationen einpflegen (Cover, Rückseite, Innenansichten, Leseproben, Hör- und Videoproben usw.). Außerdem lassen sich die Daten unbegrenzt in verschiedenen Formaten, darunter ONIX, für die hauseigenen Informationssysteme exportieren.
Seit Oktober 2007 sind das VLB und die „Volltextsuche Online“ zu einem gemeinsamen Produkt verschmolzen.